# Synthèse sonore additive

Synthèse additive d'une onde triangulaire.

Synthèse additive d'une onde en dents de scie.

Synthèse additive d'une onde carrée.

La synthèse sonore additive consiste à créer un son en additionnant des signaux sinusoïdaux appelés harmoniques.

## Principe
Depuis Joseph Fourier, on sait qu'un signal périodique peut être décomposé en somme de sinus et cosinus, de fréquences multiples de la fréquence fondamentale du signal. Ce sont ces signaux élémentaires qui sont additionnés dans la synthèse additive pour obtenir des sons plus complexes, donc cette méthode permet théoriquement de créer tous les sons périodiques.

## Mise en œuvre
Le nombre d'oscillateurs dans un synthétiseur étant fini, on est obligé de se contenter d'une somme finie de signaux sinusoïdaux.
La fréquence et l'amplitude de chaque oscillateur est paramétrable par une valeur constante, ou grâce à une enveloppe. À titre d'exemple, le Kawai K5 possède 126 oscillateurs, un générateur d'enveloppe de volume global et quatre générateurs d'enveloppe, qu'on pourra associer à différentes harmoniques.
La synthèse additive bénéficie des progrès de l'informatique en matière de puissance de calcul et il est aujourd'hui facile d'additionner en temps réel des dizaines d'oscillateurs dans des logiciels de synthèse sonore modulaires tels que Max/MSP ou Reaktor fonctionnant sur un ordinateur personnel courant.
Elle peut aussi être appliquée en temps différé. Dans ce cas, le nombre d'oscillateurs possible est si élevé qu'il ne constitue plus une limite pratique (cela est possible par exemple avec le logiciel Csound).
Une approche particulière consiste à piloter la synthèse additive par une interface graphique dans laquelle l'activation d'un oscillateur est déterminée par le dessin de points ou de lignes, au départ sur une table spéciale et plus tard sur un écran d'ordinateur. Cette approche a été initiée sous l'impulsion du compositeur Iannis Xenakis au travers de l'UPIC dès les années 1970 et est aujourd'hui poursuivie avec des logiciels tels que MetaSynth ou Spear.
La principale difficulté rencontrée en synthèse additive est la grande quantité de données de commande à manipuler, qui croît linéairement avec le nombre d'oscillateurs. Une solution est de coupler au moteur de synthèse un dispositif qui pilote l'ensemble des oscillateurs (et des enveloppes d'amplitude conjointes) via un nombre de commandes réduit capable de générer l'ensemble des données nécessaires. Une autre méthode consiste à piloter la synthèse via des modèles obtenus directement ou indirectement par l'analyse spectrale d'un ou plusieurs sons existants.